# ゆずり葉-君もまた次のきみへ-
『ゆずり葉-君もまた次のきみへ-』（ゆずりは きみもまたつぎのきみへ）は、2009年の日本映画。
財団法人全日本ろうあ連盟の結成60周年を記念して制作された。
雑誌「ぴあ」の6月13日公開分の満足度ランキングで一位となった。

## キャスト
- 庄﨑隆志：木村敬一
- 今井絵理子：早苗
- 福嶋一生：吾朗
- 津田絵理奈：さやか
- 貴田みどり：尚美
- 井崎哲也：ろうあ連盟事務局長
- 岩崎聡子：長田妙子
- 大久保鷹
- 石井めぐみ
- 山口果林
- 大和田伸也：工務店の先代社長
- 西村知美（友情出演）
- 林家正蔵（友情出演）

## スタッフ
- 脚本・監督：早瀨憲太郎
- 音楽：澤渡一樹
- 製作総指揮：安藤豊喜
- プロデューサー：佐藤武光、新井英夫
- 撮影：石渡均
- 美術：池田大威
- 編集：宮武由衣
- 録音：瀬谷満
- 助監督：山本保博
- 照明：奥村誠
- 制作担当：佐々木文夫
- 宣伝配給プロデューサー：中橋真紀人
- アドバイザー：山本おさむ